# Friedrich Samuel Gottfried Sack
Pour les articles homonymes, voir Sack (homonymie).
Friedrich Samuel Gottfried Sack (né le 4 septembre 1738 à Magdebourg et mort le 2 octobre 1817 à Berlin) est un théologien réformé prussien.

## Biographie
Friedrich Samuel Gottfried Sack est le fils aîné du second mariage d'August Friedrich Sack (de) (1703–1786), sa demi-sœur est Antoinette Bamberger (1722–1805). En 1740, la famille déménage à Berlin, où il étudie plus tard au lycée de Joachimsthal. Il assiste également aux cours de Karl Wilhelm Ramler sur Batteux, aux conférences minéralogiques du prédicateur Woltersdorf et a appris les langues anciennes et modernes.
À la demande de son père, il étudie la théologie à l'Université réformée de Francfort-sur-l'Oder à partir de 1755. C'est là qu'il est fasciné par les cours de Paul Ernst Jablonski (1693-1757) sur l'histoire de l'Église et la dogmatique ainsi que par les cours de mathématiques et de philosophie de Georg Friedrich Curts. Il est également un auditeur assidu d'Alexander Gottlieb Baumgarten . Il critique le dogme de l’Église. Le wolffien David Samuel Daniel Wyttenbach (de) le rebute plutôt.
À l'automne 1757, il réussit son examen de théologie à Berlin. Après un voyage à travers la Hollande et l'Angleterre, il est chargé d'enseigner à Wilhelmine (la sœur du roi Frédéric-Guillaume II de Prusse et plus tard épouse du prince d'Orange) - mais Frédéric le Grand s'y oppose. En 1769, il devient prédicateur de la congrégation réformée allemande à Magdebourg, en 1777 le 5e prédicateur de la cour et de la cathédrale de Berlin. Après la mort de son père en 1786, il est promu premier prédicateur de la cour et reprend également son poste de conseiller principal du consistoire. À ce poste, il promeut Friedrich Schleiermacher. À travers de nombreux mémoires et une publication influente en 1812, il prône l'union des Églises luthérienne et réformée, qui ne se réalise que peu de temps après sa mort par le biais de l'Appel de l'Union. En 1816, le roi Frédéric-Guillaume III le nomme évêque honoraire.
Sack est marié à Johanna née depuis 1770. Spalding (1753–1832 ; fille du prévôt de Berlin Johann Joachim Spalding, 1714–1804). Le mariage donne naissance à huit enfants. Parmi ses fils , Friedrich Ferdinand Adolf (1788–1842) devient également prédicateur à la cour et à la cathédrale de Berlin, et Karl Heinrich (de) devint professeur de théologie à Bonn. Le fils aîné, Wilhelm Friedrich (1772–1854), est président en chef de la Cour suprême prussienne à Berlin. La fille Friederike Henriette (1781–1852) se marie avec le conseiller gouvernemental principal de Glogau, Johann Wichardt Erbkam (1771–1838) ;  De ce mariage naît le théologien Wilhelm Heinrich Erbkam (de).
La fille Éléonore Philippine Amalie (1783–1862) est l'épouse du ministre de la Culture Johann Albrecht Friedrich von Eichhorn et la mère du président du district de Minden dans la province prussienne de Westphalie, Hermann von Eichhorn.

## Œuvres (sélection)
- Briefe über den Krieg. Berlin 1778 (anonym)
- Amtsreden bei verschiedenen wichtigen Veranlassungen. Berlin 1804
- Selbstbiographie. In: Bildnisse jetztlebender Berliner Gelehrten mit ihren Selbstbiographien, Sammlung 2 Nr. 3. (1806), S. 3–47.
- Ueber die Vereinigung der beiden protestantischen Kirchenparteien in der Preußischen Monarchie. 1812.